# Ruissaari (ö i Norra Savolax, Inre Savolax)
Ruissaari är en ö i Finland. Den ligger i sjön Nilakka och i kommunen Tervo i den ekonomiska regionen  Inre Savolax ekonomiska region  och landskapet Norra Savolax, i den centrala delen av landet, 300 km norr om huvudstaden Helsingfors. Öns area är 26,2 hektar och dess största längd är 1,7 kilometer i sydöst-nordvästlig riktning.